# Bit Error Ratio
In telecomunicazioni, in un sistema di trasmissione digitale il Bit Error Ratio (BER), è il rapporto tra i bit non ricevuti correttamente e i bit trasmessi. Il BER è un parametro molto importante perché fornisce una misura della qualità dell'intero sistema di comunicazione.

## Definizione
La sua formula è pertanto:
{\displaystyle BER={\frac {(NumErrori)}{(NumTotaleBitEmessi)}}}
Tale indice è solitamente espresso come coefficiente di una potenza di base 10, pertanto un BER uguale a {\displaystyle 2\cdot 10^{-5}} equivale a dire 2 bit errati su 100.000 bit trasmessi.
Il BER evidenzia quanto della originaria trasmissione viene perso o giunge distorto all'apparecchio ricevente a causa, ad esempio, di disturbi e rumore nel canale di trasmissione, di problemi degli impianti, di malformazioni originarie del flusso dati (errore bits-out). 
Per tempi sufficientemente lunghi il BER può sostituire la probabilità di errore per bit che è una quantità statistica e dunque fluttuante in maniera aleatoria di cui il BER rappresenta il valor medio nel tempo, più facilmente calcolabile a posteriori.
Esso è qualitativamente legato al rapporto segnale/rumore (SNR) in maniera inversa: tanto maggiore è il BER rilevato tanto minore è il rapporto segnale/rumore e viceversa. 
L'indice è ovviamente applicabile allo stesso modo per trasmissione di segnali via etere (radio-tv), via cavo (telefonia, telematica) o anche all'interno stesso di sistemi informatici.
Solitamente, nelle trasmissioni telefoniche si definisce accettabile un BER massimo di {\displaystyle 10^{-3}} (1 bit errato ogni 1000 bit trasmessi), mentre nelle trasmissioni più sofisticate come in Internet il limite di accettabilità è di {\displaystyle 10^{-7}} (1 bit errato ogni 10 milioni di bit trasmessi).
Allo stato odierno, la ricerca di un metodo per la trasmissione assolutamente esente da errori (trasmissione perfetta) non ha ancora avuto successo: in qualsiasi sistema e con qualunque tecnologia, il valore del BER, seppur molto piccolo nei sistemi sofisticati, è sempre maggiore di zero. Per prevedere e correggere l'errore, dove questo non è assolutamente tollerato (come Internet) ai normali pacchetti di dati vengono aggiunti dei bit di controllo di errore, che consentono al ricevente di riconoscere un'informazione errata ed eventualmente correggerla (FEC) o semplicemente richiedere la ritrasmissione del pacchetto (ARQ).
Variazioni significative di BER si hanno al passaggio da una trasmissione cablata, pressoché esente da disturbi se non il rumore termico, ad una radiocomunicazione, molto più soggetta a disturbi nel canale trasmissivo.

### Misura
Per la misura di BER di un apparato o collegamento si può usare un opportuno strumento elettronico che genera una sequenza o stream (flusso) noto di bit in trasmissione messo in ingresso all'apparato di test, rileva il flusso digitale in uscita, fa un confronto o matching tra i due flussi numerici, rileva il numero di bit errati e infine calcola il rapporto tra bit errati e bit totali trasmessi ottenendo il BER.